# Lagoa Grande do Maranhão
Lagoa Grande do Maranhão é um município brasileiro do estado do Maranhão. Situa-se no Oeste Maranhense, na região dos Imigrantes.

## História
O município de Lagoa Grande do Maranhão foi criado pela Lei nº 6.170, de 10 de novembro de 1994, com sede no povoado Lagoa Grande, desmembrado do município de Lago da Pedra, subordinado à Comarca de Lago da Pedra.

## Formação Administrativa
Elevado à categoria de município e distrito com a denominação de Lagoa Grande do Maranhão, pela Lei Estadual nº 6170, de 10-11-1994, alterada em seus limites, pela Lei Estadual nº 7081, de 27-03-1998, desmembrado do município de Lago da Pedra. Sede no atual distrito de Lagoa Grande do Maranhão (ex-localidade de Lagoa Grande).
Constituído do distrito sede. Instalado em 01-01-1997.
Em divisão territorial datada de 2001, o município é constituído do distrito sede.
Assim permanecendo em divisão territorial datada de 2007.

## Geografia
Sua população estimada para o ano de 2015 foi de 11.111 habitantes (IBGE/2015), vivendo em uma área territorial de 937,714km², resultando em uma densidade demográfica de 14,13 habitantes/km².
| Área da unidade territorial [2024] | 744,199 km²                           |
| Hierarquia urbana [2018]           | Centro Local                          |
| Região de Influência [2018]        | Lago da Pedra - Centro de Zona A (4A) |
| Região intermediária [2024]        | Santa Inês - Bacabal                  |
| Região imediata [2024]             | Bacabal                               |
| Mesorregião [2022]                 | Oeste Maranhense                      |
| Microrregião [2022]                | Pindaré                               |

Fonte: IBGE
| Bioma predominante [2024]             | Cerrado  |
| Área urbanizada [2019]                | 2,91 km² |
| Esgotamento sanitário adequado [2010] | 3,7 %    |
| Arborização de vias públicas [2010]   | 8,6 %    |
| Urbanização de vias públicas [2010]   | 0 %      |

Fonte: IBGE
Educação
| Taxa de escolarização de 6 a 14 anos de idade [2010]             | 95,9 %           |
| IDEB – Anos iniciais do ensino fundamental (Rede pública) [2023] | 4,5              |
| IDEB – Anos finais do ensino fundamental (Rede pública) [2023]   | 4,5              |
| Matrículas no ensino fundamental [2023]                          | 2.181 matrículas |
| Matrículas no ensino médio [2023]                                | 546 matrículas   |
| Docentes no ensino fundamental [2023]                            | 204 docentes     |
| Docentes no ensino médio [2023]                                  | 33 docentes      |
| Número de estabelecimentos de ensino fundamental [2023]          | 29 escolas       |
| Número de estabelecimentos de ensino médio [2023]                | 2 escolas        |

Fonte: IBGE
Economia
| PIB per capita [2021]                                                                           | 8.882,77 R$      |
| Índice de Desenvolvimento Humano Municipal (IDHM) [2010]                                        | 0,502            |
| Total de receitas brutas realizadas [2023]                                                      | 55.857.961,36 R$ |
| Transferências correntes (Percentual em relação às receitas correntes brutas realizadas) [2023] | 93,62 %          |
| Total de despesas brutas empenhadas [2023]                                                      | 53.517.240,68 R$ |

Fonte: IBGE
| Salário médio mensal dos trabalhadores formais [2022]                                             | 2,6 salários mínimos |
| Pessoal ocupado [2022]                                                                            | 560 pessoas          |
| População ocupada [2022]                                                                          | 4,91 %               |
| Percentual da população com rendimento nominal mensal per capita de até 1/2 salário mínimo [2010] | 58,8 %               |

Fonte: IBGE

## Pecuária
O setor primário é o que predomina no município. Lagoa Grande do Maranhão conta com um rebanho bovino composto por 32.180 cabeças de gado (IBGE/2013), criados por entre os vales, serras e chapadas que formam o relevo do município.